# Monteux
Monteux é uma comuna francesa na região administrativa da Provença-Alpes-Costa Azul, no departamento de Vaucluse. Estende-se por uma área de 39,02 km². Em 2010 a comuna tinha 13 094 habitantes (densidade: 335,6 hab./km²).